# قاعدة طائرة مائية

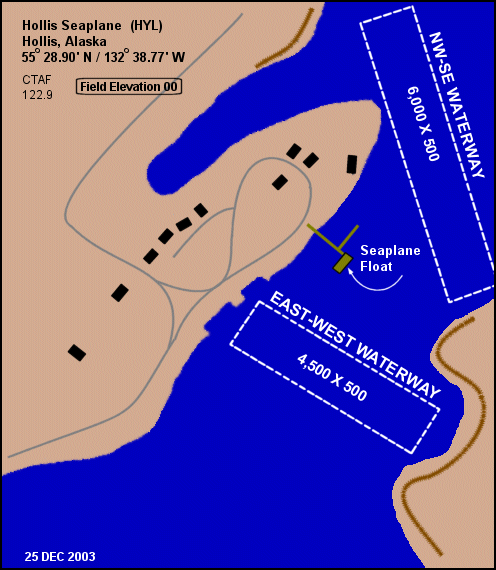
رسم تخطيطي لقاعدة هوليس للطائرات المائية الواقعة في هوليس، ألاسكا

قاعدة الطائرة المائية هي نوع من المطارات يقع في مسطح مائي، عادة ما يكون نهرًا أو خليجًا أو ميناءً أو بحيرة، حيث تقلع وتهبط الطائرات المائية والطائرات البرمائية.

## تاريخ
في البداية بعد اختراع الطائرة المائية، تم استخدام أرصفة القوارب التقليدية بشكل نموذجي حيث لم تكن هناك حاجة كبيرة لمرافق مبنية لهذا الغرض. ومع ذلك، تغير هذا لاحقًا، حيث أثبتت عمليات الطائرات المائية التجارية جدواها من الناحية المالية، مما دفع العديد من الشركات، وعلى الأخص خطوط بان أمريكان الجوية، إلى الضغط من أجل بناء قواعد للطائرات المائية التي تم تحسينها لمثل هذا الاستخدام. غالبًا ما تتميز قواعد الطائرات المائية الجديدة هذه بمباني طرفية للركاب والبضائع، ومنحدرات خرسانية للطائرات البرمائية، وأرصفة عائمة متصلة بالأرض. كانت قواعد الطائرات المائية مستخدمة بشكل كبير في الحركة الجوية التجارية لعدد من السنوات، لكنها في النهاية لم تعد مفضلة مع ازدياد أهمية الطائرات الأرضية. أدى التقدم في تكنولوجيا الطائرات بعد الحرب العالمية الثانية إلى تطوير الطائرات الأرضية التي كانت قادرة على السفر لمسافات أكبر، وبالتالي أصبحت قواعد الطائرات المائية ذات استخدام ثانوي بحلول الخمسينيات من القرن الماضي. على الرغم من أن استخدامها التجاري قد انخفض بشكل عام عن السابق، إلا أن العديد من قواعد الطائرات المائية في المناطق النائية لا تزال لديها خدمة تجارية كوسيلة لتوفير وصول أسهل. لا تزال هناك قواعد أخرى لاستخدام الطيران العام أيضًا.